# Cheekytatoo
Cheekytatoo est un voilier monocoque lancé en 2007, conçu pour la course au large, adhérant à la Class40.
Il porte les couleurs de Novedia Group - SET environnement de 2007 à 2008, d'Initiatives saveurs - NOVEDIA Group de 2009 à 2011, de 2011 à 2012 d'Initiatives - Alex Olivier, en 2012 d'Initiatives, de Latitude Neige – longitude Mer, en 2014 d'OFI, de Xelium Éclairages et d'Aerocampus, Du Rhum Au Globe, de 2015 à 2017 de Groupe Sétin, en 2018 d'UP Sailing, de Fleury Michon Bio, en 2019 de Up Sailing - Unis Pour La Planète, de UP Sailing de 2020 à 2022 et de Médecins du monde depuis 2022.

## Historique

### Novedia Group - SET environnement
Après plusieurs mois de chantier, le nouveau voilier de Tanguy de Lamotte est mis à l'eau en 2007,.
Alors qu'il doit participer aux 1000 Milles Brittany Ferries, le skipper apprend la disqualification de son bateau avant le départ en raison d'un problème de jauge. Il décide tout de même de prendre le départ en "pirate" afin de pouvoir comparer son monocoque aux autres voiliers de la catégorie et de valider sa qualification pour la Transat Jacques Vabre.
Pour sa première transatlantique avec le voilier, Tranguy Lamotte prend le départ de la Transat Jacques Vabre aux côtés de Nick Bubb. Le duo arrive à la huitième place à Salvador de Bahia,.

### Initiatives saveurs - NOVEDIA Group
En août 2009, le monocoque et son équipage remportent la Fastnet Race.
Quelque mois plus tard, le voilier skippé par Tanguy de Lamotte et Adrien Hardy remporte la première édition de la Solidaire du Chocolat.
En mai 2011, le voilier remporte la Normandy Channel Race après une course serrée avec Port de Caen Ouistreham.

### Initiatives - Alex Olivier
Pour la dixième édition de la Transat Jacques Vabre, le monocoque est skippé par Tanguy De Lamotte et Eric Péron. Malheureusement, alors que le duo navigue à 450 milles de La Corogne, le voilier perd sa quille, contraignant ainsi l'équipage à l'abandon.

### Aerocampus, Du Rhum Au Globe
Pour l'édition 2014 de la Route du Rhum, le monocoque est skippé par Arnaud Boissières. Moins de 24 heures après le départ, le monocoque est contraint à l'abandon à la suite de nombreuses avaries.

### Groupe Sétin

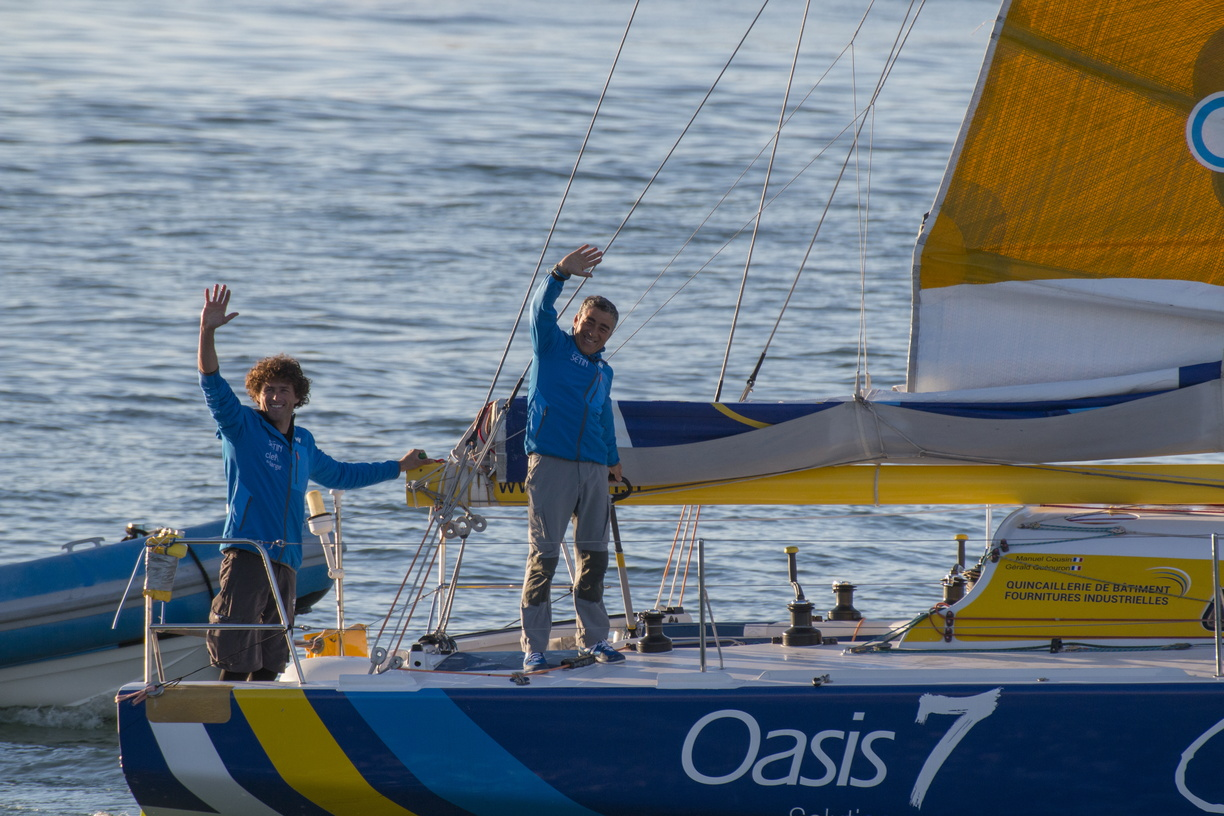
Manuel Cousin et Gérald Quéouron à bord de Groupe Sétin quittent le port du Havre pour prendre le départ de la Transat Jacques Vabre 2017

Le 7 avril 2015, le voilier est mis à l'eau sous ses nouvelles couleurs du Groupe Sétin à la suite de son rachat par le skipper normand Manuel Cousin, avec pour première objectif la Transat Jacques Vabre,.
Pour la Route du Café, le skipper normand prend le départ aux côtés de Gérald Quéouron, le duo arrive à la septième place à Itajaí.

### UP Sailing
En 2018, le monocoque est racheté par la navigatrice bretonne Morgane Ursault Poupon avec pour premier objectif la Route du Rhum à venir. Elle valide sa qualification pour la course en juillet 2018 à l'occasion de la Drheam Cup.

### Fleury Michon Bio
Pour la Route du Rhum, le monocoque prend les couleurs de Fleury Michon Bio à la suite d'un nouveau partenariat signé avec la skipper,. Le voilier franchit la ligne d'arrivée à la vingt-septième place à Pointe-à-Pitre.

### UP Sailing - Unis Pour La Planète

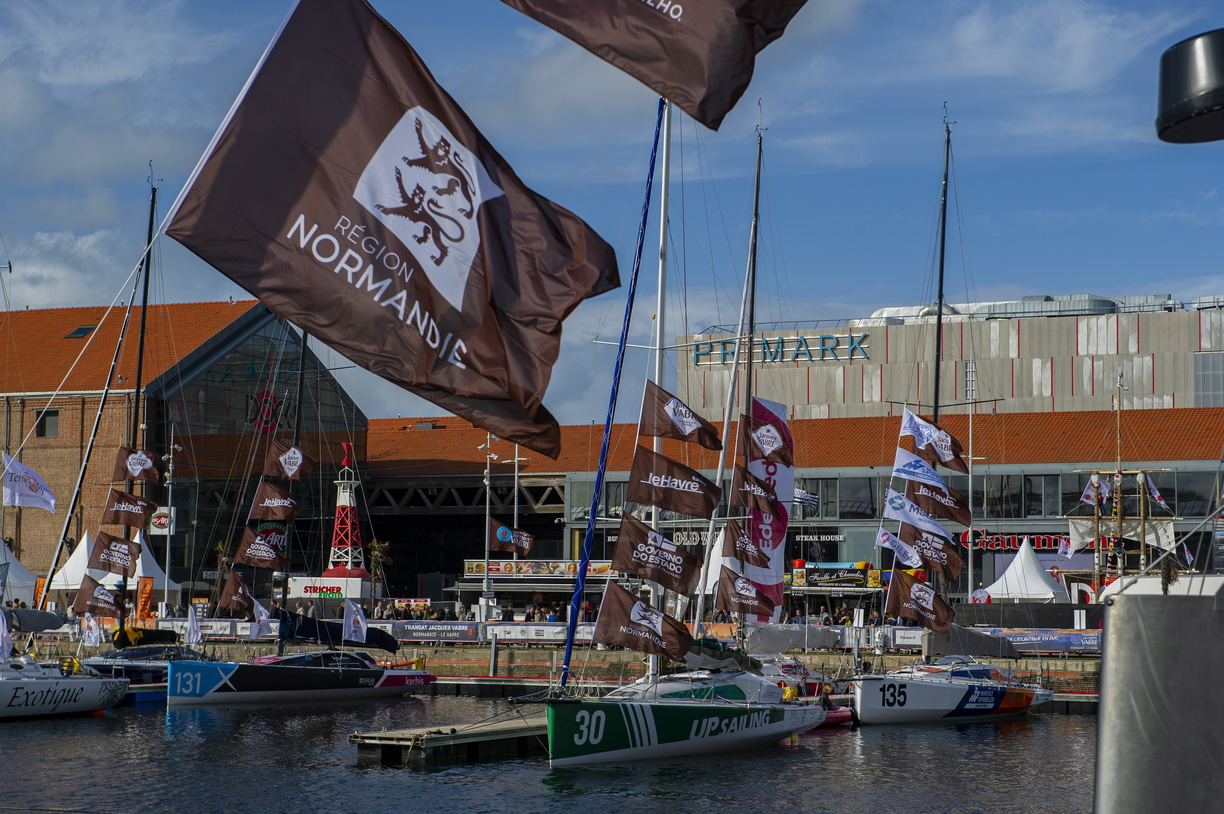
Up Sailing - Unis Pour La Planète à quai dans le port du Havre lors de la Transat Jacques Vabre 2019

En septembre 2019, le monocoque rentre en chantier au Minihic-sur-Rance pour être préparé pour la Transat Jacques Vabre à venir. Pour sa première Route du Café avec le Class40, Morgane Ursault Poupon prend le départ aux côtés de Rémi Lhotellier. Le duo arrive à la dix-neuvième place à Salvador de Bahia.

### UP Sailing
Début 2020, le voilier arrive à la seconde place de la RORC Caribbean 600 à 27 minutes du vainqueur BHB.
En 2021, le monocoque subit un chantier de 9 mois pour le remettre à neuf dans l'optique de la Route du Café et de la Route du Rhum,. Pour la quinzième édition de la Transat Jacques Vabre, le Class40 skippé par Morgane Ursault Poupon et Julia Virat arrive à la quarante-deuxième place à Fort-de-France,.

### Médecins du monde
En novembre 2022, le voilier aux couleurs de Médecins du monde prend le départ de la Route du Rhum. Toujours skippé par Morgane Ursault Poupon, il franchit la ligne d'arrivée à Pointe-à-Pitre à la 31e position de sa catégorie,.

## Palmarès

### 2007-2008:Novedia Group - SET environnement
- 2007:
  - 8e de la Transat Jacques Vabre
- 2008:
  - 1er de Marblehead-Halifax[2]
  - 3e de la Transat Québec-Saint-Malo[2]
  - 1er du Morbihan Mondial 40[2]

### 2009-2011:Initiatives saveurs - NOVEDIA Group
- 2009:
  - 3e de la Transmanche[2]
  - 1er de la Fastnet Race
  - 14e du Mondial Class40[2]
  - 1er de la Solidaire du Chocolat
- 2010 :
  - 3e du Grand Prix de Douarnenez[2]
  - 7e de la Normandy Channel Race[2]
  - 15e de la Route du Rhum[27]
- 2011 :
  - 1er de la Normandy Channel Race

### 2011-2012:Initiatives - Alex Olivier
- 2011 :
  - 1er de la Fastnet Race[2]
  - 6e du Mondial Class40[2]
- 2012 :
  - 7e de la Solidaire du Chocolat[2]

### 2012:Initiatives
- 5e de l'Atlantic Cup[2]

### 2012:Latitude Neige – longitude Mer
- 14e de la Transat Québec-Saint-Malo[2]

### 2014:OFI
- 10e du Grand Prix Guyader[2]

### 2014:Xelium Éclairages
- 1er du Record SNSM[28]

### 2015-2017:Groupe Sétin
- 2015 :
  - 8e du Grand Prix Guyader[2]
  - 2e du Tour de Belle-Île[29]

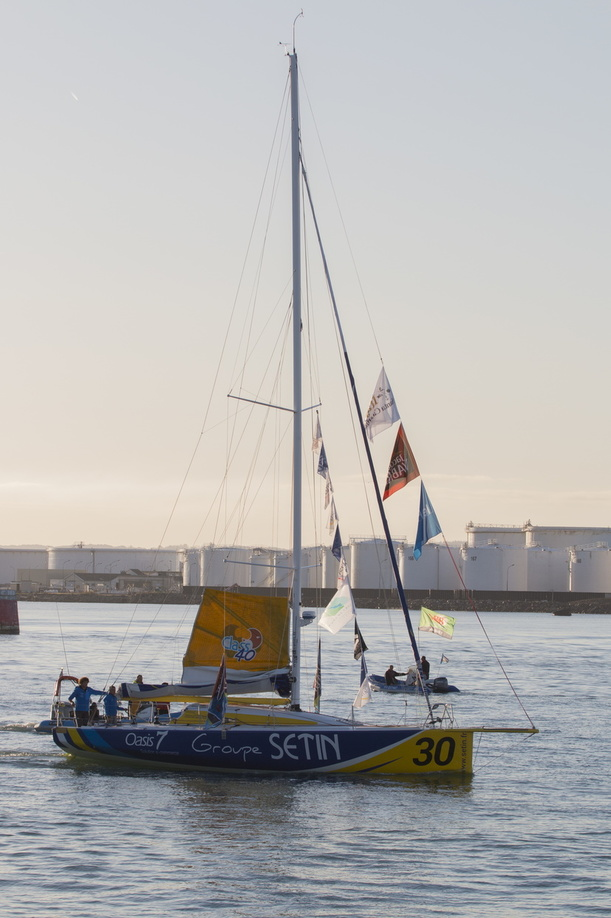
Groupe Sétin quitte le port du Havre pour prendre le départ de la Transat Jacques Vabre 2017

  - 14e de la Normandy Channel Race[2]
  - 7e de Les Sables-Horta-Les Sables[30]
  - 7e de la Transat Jacques Vabre
- 2016 :
  - 5e du Grand Prix Guyader[2]
  - 2e de l'Armen Race[2]
  - 14e de la Transat Québec-Saint-Malo[2]
  - 10e de la Normandy Channel Race[31]
- 2017 :
  - 6e du Grand Prix Guyader[2]

### 2018:Up Sailing
- 10e du Grand Prix Guyader[2]
- 28e de la Drheam Cup[2]

### 2018:Fleury Michon Bio
- 27e de la Route du Rhum

### 2019:UP Sailing - Unis Pour La Planète
- 12e de Les Sables-Horta[2]
- 19e de la Transat Jacques Vabre

### 2020-2022:UP Sailing
- 2020 :
  - 2e de la RORC Caribbean 600
  - 14e de la Normandy Channel Race[2]
- 2021 :
  - 25e de la Rolex Fastnet Race[2]
  - 16e de La 40' Malouine Lamotte[2]
  - 42e de la Transat Jacques Vabre
- 2022 :
  - 5e de la RORC Caribbean 600[2]
  - 29e de La 40' Malouine Lamotte[2]

### Depuis 2022:Médecins du monde
- 2022 :
  - 31e de la Route du Rhum